# Miguel Coelho (ator)
Antônio Miguel do Amaral Coelho, mais conhecido como Miguel Coelho (Porto Alegre, 11 de agosto de 1988) é um ator e apresentador brasileiro.

## Carreira
Enquanto cursava a faculdade de Administração de Empresas,  Miguel motivado pelos amigos enviou um vídeo para um concurso de novos atores do Caldeirão do Huck, na Rede Globo, onde ficou entre os finalistas entre os 15 mil candidatos. Após isso, foi estudar teatro na Casa de Teatro de Porto Alegre, paralelamente à faculdade. Durante um longo período Miguel compartilhou que fez diversos testes para papéis na TV Globo mas não foi aprovado. Em 2015 estreou no canal OCTO como apresentador. No ano de 2017 fez uma participação como Mr. X em Malhação: Viva a Diferença.
Entre 2018 e 2019 apresentou o programa Campus em Ação na TV Cultura. No mesmo ano, interpretou Jorge Benício na telenovela Espelho da Vida. Em dezembro de 2019 foi escalado como o rebelde Antônio Junior na telenovela Amor sem Igual, da RecordTV. Em 2020 faz sua estréia no cinema com o seu primeiro protagonista, Léo, no longa-metragem Além de Nós.
Em 2021 interpretou o protagonista Jacó na telenovela Gênesis, da RecordTV.
Em 2024 estréia no SBT, em A Caverna Encantada, interpretando o Professor Gabriel, Protagonista Adulto ao lado de Isabela Souza

## Filmografia

### Televisão
| Ano       | Título                     | Personagem                                      | Notas                           | Ref.          |
| --------- | -------------------------- | ----------------------------------------------- | ------------------------------- | ------------- |
| 2012      | Caldeirão do Huck          | Participante                                    | Quadro: Novos Talentos Malhação | [ 9 ] [ 10 ]  |
| 2015–2017 | OCTO Apresenta             | Apresentador                                    |                                 | [ 11 ] [ 12 ] |
| 2017      | Malhação: Viva a Diferença | Mr. X                                           | Episódios: "18–23 de junho"     | [ 13 ] [ 14 ] |
| 2018–2019 | Campus em Ação             | Apresentador                                    |                                 | [ 15 ] [ 16 ] |
| 2018–2019 | Espelho da Vida            | Jorge Benício                                   |                                 | [ 17 ] [ 18 ] |
| 2019–2021 | Amor sem Igual             | Antônio Barros Cordeiro Júnior (Antônio Júnior) |                                 | [ 19 ] [ 20 ] |
| 2021      | Gênesis                    | Jacó                                            | Fase: Jacó                      | [ 20 ] [ 21 ] |
| 2022      | Família Record             | Apresentador                                    |                                 | [ 22 ] [ 20 ] |
| 2022–2023 | Reis                       | Jônatas, Príncipe de Israel                     | Fases: A Ingratidão             | [ 23 ] [ 24 ] |
| 2022–2023 | Reis                       | Mefibosete                                      | Fases: O Pecado                 | [ 25 ] [ 26 ] |
| 2024-2025 | A Caverna Encantada        | Gabriel                                         |                                 | [ 27 ] [ 10 ] |

### Cinema
| Ano  | Título      | Personagem     | Ref.          |
| ---- | ----------- | -------------- | ------------- |
| 2023 | Além de Nós | Leonardo (Léo) | [ 28 ] [ 29 ] |

## Prémios e Indicações
| Ano  | Prêmio                            | Categoria                     | Trabalho Indicado | Resultado |
| ---- | --------------------------------- | ----------------------------- | ----------------- | --------- |
| 2021 | Melhores Do Ano Portal Vital      | Destaque Masculino de Gênesis | Gênesis           | Venceu    |
| 2021 | Prêmio Área VIP Melhores Da Mídia | Melhor Personagem (Jacó)      | Gênesis           | Venceu    |
| 2021 | Prêmio Contigo! de TV             | Ator De Novela                | Gênesis           | Venceu    |
| 2022 | Prêmio Jovem Brasileiro           | Ator                          | Reis              | Indicado  |
| 2022 | Melhores Do Ano Criciúma-SC       | Ator                          | Reis              | Venceu    |